# Szentdomonkos
Szentdomonkos is een plaats (község) en gemeente in het Hongaarse comitaat Heves. Szentdomonkos telt 565 inwoners (2002).